# Alatage Mountain 026
Altage Mountain 026 (AM 026) – meteoryt kamienny należący do chondrytów oliwinowo-hiperstenowych L 5, znaleziony 1 maja 2013 roku w regionie autonomicznym  Sinciang w Chinach. Meteoryt Altage Mountain 026 to okaz o masie 33,3 g i jest jednym czterdziestu dwóch meteorytów znalezionych  na pustyni Gobi w czasie ekspedycji zorganizowanej między 30 kwietnia a 1 maja. 